# 小浜湾
小浜湾（おばまわん）は、福井県小浜市およびおおい町に面する湾で、若狭湾の支湾。東側に突出する内外海半島小浜市松ヶ崎から西部に突出する大島半島おおい町鋸崎にて、若狭湾と区切られる。若狭湾国定公園の一部。

## 地理
両先端部の距離は2kmと狭く自然の防波堤であり湾内は冬季でも高潮が押し寄せることはない。湾奥は若狭唯一の一級水系である北川および二級水系である 南川、多田川が小浜市内の三角州を形成し、佐分利川がおおい町若狭本郷駅周辺の三角州を形成している。
内外半島並び大島半島の小浜湾岸は典型的なリアス式海岸であり、入江の漁村はかつて陸の孤島と呼ばれ、船での往来しかできなかった。

## 自然
湾内には、対馬海流が流れ込み温暖であり、小浜市加斗沖の蒼島には国の天然記念物に指定されている蒼島暖地性植物群落や大島半島の枇杷の原生木など、寒冷地には珍しい九州地方以南の植物が数多く存在する。
また、湾内は砂浜で、魚介類の漁場であり、湾奥の小浜市甲ヶ崎周辺ではカキの養殖、おおい町青戸の瀬戸では真珠の養殖が盛んである。
湾岸には防波堤や岩礁が点在し釣り人が多く訪れる。

## 歴史
日本海側の天然の良港として古くから朝鮮半島との交易があり、渡来した仏像等が残る。
応永15年1408年 6月20日に、室町幕府の将軍足利義持へ象やインコなど献上品を積んで、南蛮船が小浜に渡来し、文献や仏画に残されている。また象を繋いだと言われる石が西津地区に存在する。
湾内で取れた魚介類は干物や焼き物に一旦加工し、鯖街道を通じ京都に運ばれ「若狭ぐじ」をはじめ「若狭かれい」等の名で名産品となり「御食国」の一角を担った。
また北前船の停泊地でもあった。

## 湾内の関連施設
- 福井県立大学海洋資源学部小浜キャンパス
- 福井県栽培漁業センター
- 福井県立小浜水産高等学校

原子力発電所
- 関西電力大飯発電所 4基

## 海水浴場
- 人魚の浜海水浴場（小浜市）
- 鯉川シーサイドパーク（小浜市）
- 勢浜海水浴場（小浜市）
- 塩浜海水浴場（おおい町）
- 袖ヶ浜海水浴場（おおい町）
- 長井浜海水浴場（おおい町）

## 名所・観光
- エンゼルライン（旧久須夜ヶ岳有料道路）福井県道107号泊小浜停車場線
- 蘇洞門遊覧
- 小浜西組
- 岡津製塩遺跡（小浜市）
- 青戸大橋(おおい町)
- あかぐり海釣公園
- 赤礁崎オートキャンプ場
- 旧日本海軍駆逐艦エノキ（榎 (橘型駆逐艦)）慰霊碑